# Les Fantômes du château
Les Fantômes du château (The Ghosts of Motley Hall) est une série télévisée britannique en vingt épisodes de 26 minutes, créée par Richard Carpenter et diffusée du 25 avril 1976 au 5 mars 1978 sur ITV1.
Au Québec, la série est diffusée à partir du 22 septembre 1978 à la Télévision de Radio-Canada, et en France, les huit premiers épisodes de la série ont été diffusés à partir du 8 octobre 1980 sur TF1 dans l'émission Les Visiteurs du mercredi.

## Origine
Les Fantômes du château a été imaginée par Richard Carpenter, le créateur de la série Prince noir (The Adventures of Black Beauty) et surtout de Catweazle (1970), une série inédite en France très populaire chez les enfants d'outre-Manche. Filmée à la manière d'une pièce de théâtre, Les Fantômes du château ont néanmoins connu le succès.

## Synopsis
Depuis quatre cents ans, une mystérieuse malédiction condamne cinq fantômes d'époques différentes à hanter le château de Motley Hall sans jamais pouvoir sortir de ses murs. Délabré et inhabité depuis la mort du dernier Lord Uproar survenue vingt ans auparavant, le château est devenu la charge de l'agent immobilier Gudgin, qui cherche désespérément à vendre la bâtisse. Les cinq fantômes, Bodkin, la Dame blanche, Sir Francis Uproar, Sir George Uproar et le jeune Matt (le seul des fantômes à pouvoir sortir du château jusqu’à la limite de l'enceinte) font leur possible pour décourager les éventuels acquéreurs…

## Fiche technique
- Titre original : The Ghosts of Motley Hall
- Titre français : Les Fantômes du château
- Réalisateur : Quentin Lawrence
- Scénaristes : Richard Carpenter
- Musique : Derek Hilton, Wilfred Josephs
- Production : Quentin Lawrence
- Sociétés de production : Granada Television
- Pays d'origine : Royaume-Uni
- Langue : anglais
- Nombre d'épisodes : 20 (3 saisons)
- Durée : 26 minutes
- Dates de première diffusion :  Royaume-Uni : 25 avril 1976

## Distribution
- Arthur English (en) : Bodkin
- Sean Flanagan : Matt
- Freddie Jones : Sir George Uproar
- Nicholas Le Prevost (en) : Sir Francis Uproar
- Sheila Steafel (en) : La Dame blanche (The White Lady en VO)
- Peter Sallis : M. Gudgin (15 épisodes)

## Les Personnages
- Bodkin : il fut le bouffon de la première génération des Uproar. Il a pris froid et en est mort parce que son maître le jetait régulièrement dans la mare aux canards, par amusement.
- Matt : c'est un adolescent qui fut palefrenier des Uproar au XVIIIe siècle. Il est mort de pneumonie. Il est le seul des cinq fantômes à pouvoir sortir du château jusqu'à l'enceinte extérieure uniquement.
- Sir George Uproar : il fut un général de l'ère victorienne qui a mené ses troupes à la mort. Après une longue carrière dans l'armée, il est mort d'une chute dans les escaliers. Il s'est autoproclamé chef des cinq fantômes.
- Sir Francis Uproar : Dandy joueur et alcoolique, il est mort au cours de son douzième duel.
- La Dame blanche : Elle a perdu la mémoire et ne se souvient pas de son nom. Elle erre dans les couloirs du château en gémissant.
- M. Gudgin : il a la charge du château, qu'il cherche à vendre. Ses ancêtres ont travaillé pour la famille Uproar.

## Épisodes

### Première saison (1976)
1. The Last Uproar
2. Old Gory
3. Box of Tricks
4. Bad Lord William and the British Banana Company
5. Perfida Blackart Rides Again
6. Double Trouble
7. The Pogmore Experiment

### Deuxième saison (1976–1977)
1. The Christmas Spirit
2. Sir Peveril's Hoard
3. Where Are You, White Feather?
4. Godfrey of Basingstoke
5. Ghost of a Chance
6. Horoscope

### Troisième saison (1977-1978)
1. Phantomime (spécial Noël)
2. Family Tree
3. Ghost Writer
4. Skeleton in the Cupboard - Part 1
5. Skeleton in the Cupboard - Part 2
6. Party Piece
7. Narcissus Bullock's Bell